# Hringvegur

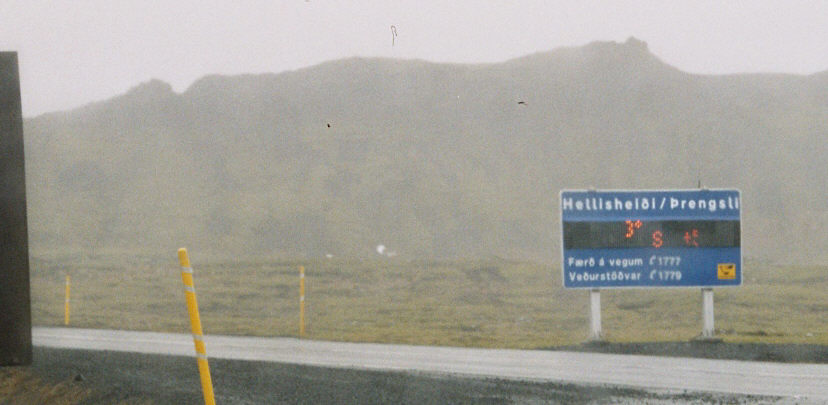
Tafel mit Windgeschwindigkeits- und Temperaturanzeige: der Hringvegur nördlich der Hellisheiði, beim Rasthaus Litla Kaffistofan

Der Hringvegur ['r̥iŋkˌvεːɣʏr̥] (dt. Ringstraße) oder auch Þjóðvegur 1 (dt. Nationalstraße 1) ist eine Hauptverkehrsverbindung in Island und als solche Teil des isländischen Straßensystems. Seit August 2019 ist die gesamte Ringstraße asphaltiert. Mit Ausnahme einiger Brücken ist sie zudem durchgehend zweistreifig, in und um Reykjavík drei- bis vierstreifig angelegt.

## Verlauf

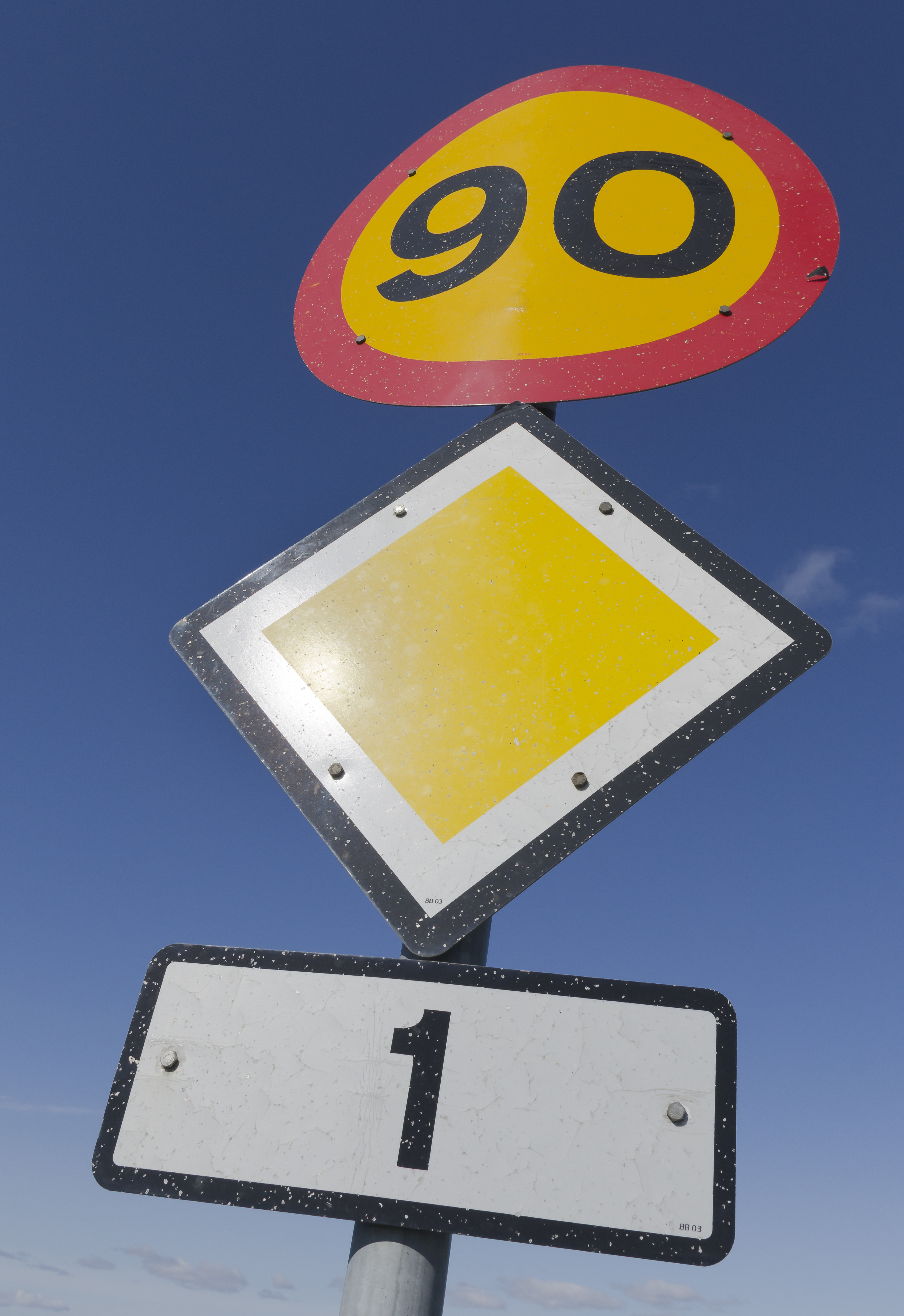
Straßenschild

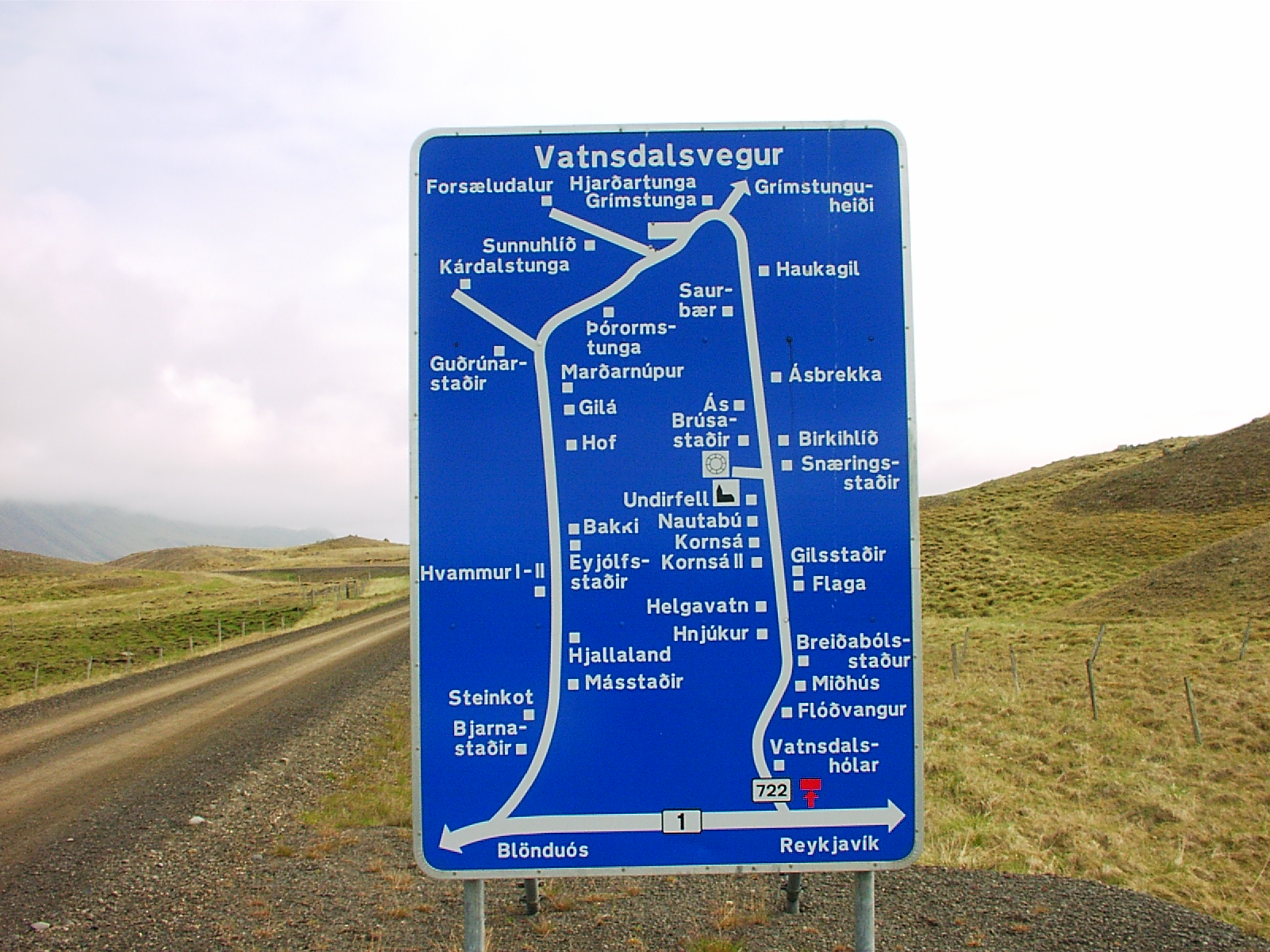
Bei den Vatnsdalshólar im Bezirk Austur-Húnavatnssýsla:Anzeigetafel einer Nebenstraße mit Namen der Bauernhöfe, die am Weg liegen

Der Hringvegur verläuft rund um die Hauptinsel von Island (mit Ausnahme der Westfjorde) über eine Gesamtlänge von 1341 km (Stand 2017). Fast alle wichtigen Städte und Orte liegen an ihm, angefangen bei der Hauptstadt Reykjavík über Borgarnes, Akureyri, Egilsstaðir, Höfn bis Selfoss.
Zum November 2017 wurde der Verlauf zwischen Egilsstaðir und Breiðdalsvík geändert. Die Karte zeigt noch den alten Verlauf. Das erste Stück vom Norðfjarðarvegur fast bis nach Reyðarfjörður wurde zur Ringstraße umbenannt wie auch der gesamte Suðurfjarðavegur. Der ehemalige Verlauf der Ringstraße in diesem Bereich ist zum Skriðdals- og Breiðdalsvegur (Straße 95) geworden, der noch nicht asphaltiert ist. Die Ringstraße wurde dadurch zwar um 10 km länger, ist aber auf dieser Strecke ganz asphaltiert.

## Geschichte
Zunächst wurde die Verbindung nach Norden Richtung Akureyri ausgebaut sowie nach Südosten Richtung Selfoss über die Hellisheiði, wobei man sich in etwa an den Verlauf ehemaliger Hauptverbindungswege hielt.
Diese sahen noch in den 1930er Jahren recht abenteuerlich aus, wie man an erhaltenen Stücken etwa auf der Holtavörðuheiði unschwer erkennen kann.
Nicht umsonst präsentiert sich auf dieser Hochebene (Erinnerungstafel am Kattahrýggur) stolz ein Paar, das dieses Abenteuer gewagt hat, dem Fotografen.
In den 1970er Jahren begann man die südliche Strecke nach Höfn über die Sanderebene Skeiðarársandur auszubauen und stellte die Ringstraße schließlich am 14. Juli 1974 mit der Brücke über die Skeiðará fertig.
Man wusste jedoch um die Gefahren, denen dieser Teil der Straße ausgesetzt sein würde.
Tatsächlich wurde sie zwischen Kirkjubæjarklaustur und Skaftafell bei dem Gletscherlauf 1996 teilweise zerstört.
Die zerknitterten Reste des Stahlskeletts einer zerstörten Brücke sind heute noch zu besichtigen.
Von 1972 bis 1995 hatte die Straße abschnittsweise auch noch die Namen Suðurlandsvegur, Vesturlandsvegur, Norðurlandsvegur und Austurlandsvegur, jeweils nach den Landesteilen durch die sie verläuft.
In älteren Karten und in Navigationssystemen kann man diese Bezeichnungen noch finden.
Seit August 2019 ist die ganze Straße asphaltiert.
Zuletzt präsentierte sich nur noch ein kurzes Stück in Ostisland (am Berufjörður zwischen Djúpivogur und Breiðdalsvík) als Schotterpiste, seit der Hringvegur durch eine Änderung der Nummerierung im November 2017 in diesem Abschnitt offiziell nicht mehr über die Breiðdalsheiði, sondern durch die Ostfjorde führt.
Neue Trassen und die Eröffnung von Tunneln verkürzen die Strecke auch immer weiter, wie etwa durch den Bau des Tunnels unter dem Hvalfjörður bei Akranes und den 2005 eröffneten Tunnel unter dem Pass Almannaskarð östlich von Höfn.
Hier befand sich früher das größte Gefälle der Ringstraße.

### Abriss der Geschichte des Hringvegurs
- 1928: Die Hvítá-Brücke im Borgarfjörður wurde errichtet. Sie wurde später von einer neueren Brücke abgelöst.
- 1930–1940: Die Straße um den Hvalfjörður wurde fertiggestellt. Damit gab es eine durchgehende Straßenverbindung zwischen Reykjavík und Akureyri.
- 1933: Die alte Brücke über den Markarfljót wurde errichtet. Später wurde sie durch eine neuere ersetzt.
- 1945–1946: Die jetzige Brücke über die Ölfusá wurde nötig, nachdem die Vorgängerin zusammenbrach.
- 1947: Die Brücke über die Jökulsá á Fjöllum bei Grímsstaðir ging in Betrieb. Sie verkürzt den Weg zwischen Nord- und Ostisland. Davor musste man über den Öxarfjörður fahren.
- 1949–1950: Die alte Brücke über die Þjórsá wurde errichtet und löste die erste Þjórsábrücke von 1895 ab. Sie wurde später durch eine neuere ersetzt.
- 1952: Die Brücke über die Jökulsá í Lóni wurde errichtet.
- 1958: Die jetzige Brücke über den Lagarfljót zwischen Egilsstaðir und Fellabær wurde errichtet.
- 1961: Die Brücke über den Hornafjarðarfljót bei Höfn wurde errichtet.
- 1962: Die jetzige Brücke über die Blanda bei Blönduós wurde errichtet.
- 1967: Die Brücke über die Jökulsá á Breiðamerkursandi beim Jökulsárlón wurde errichtet.
- 1967: Die jetzige Brücke über die Jökulsá á Sólheimasandi wurde errichtet.
- 1967: Die Brücke über den Eldvatn bei Ásar wurde errichtet, nachdem die frühere einstürzte. Später wurde sie von der Brücke über den Kúðafljót abgelöst.
- 1968: Die jetzige Brücke über die Fnjóská wurde errichtet und löste ihre Vorgängerin aus dem Jahr 1908 ab.
- 1972: Die neue Straße zwischen Reykjavík und Selfoss wurde neu trassiert und asphaltiert so wie sie heute größtenteils verläuft.
- 1972: Die jetzige Brücke über die Skjálfandafljót beim Goðafoss wurde errichtet. Ihre Vorgängerin steht heute noch.
- 1974: Die Straße über den Skeiðarársandur wurde fertiggestellt und damit das letzte Stück der Ringstraße. Die Brücken über die Skeiðará, Sandgígjukvísl und das Núpsvötn zählen zu den fünf längsten im Lande.
- 1979–1980: Die Arbeiten an der Borgarfjarðar-Brücke, der zweitlängsten in Island wurden abgeschlossen. Sie verkürzt den Weg und löst die Brücke von 1928 auf der Strecke über Hvanneyri und Hvítárvellur ab.
- 1980: Die Strecke zwischen Selfoss und Hvolsvöllur wurde asphaltiert.
- 1981: Die jetzige Brücke über das Héraðsvötn wurde gebaut und löste die Brücke bei Grundarstokkur ab.
- 1983–1986: Die Straße über den Pass Víkurskarð wurde in Betrieb genommen. Sie löste den Weg über die Vaðlaheiði ab.
- 1986: Ein neuer, nördlicherer Straßenverlauf im Eyjafjörður bei Akureyri wurde eröffnet und ersetzte drei ältere Brücken. Sie führten über einzelne Arme der Eyjafjarðará in Höhe des Flughafens.
- 1988: Eine neue und bessere Straße wurde über den Mýrdalssandur gebaut und ersetzte den Weg, der weiter nördlich an Hafursey vorbei führte.
- Etwa 1990: wurde die Straße um den Hvalfjörður asphaltiert und damit das letzte Stück zwischen Reykjavík und Borgarnes.
- 1990: Eine neue Brücke über den Múlakvísl wurde gebaut und 2011 bei einem Gletscherlauf zerstört.
- 1991–1992: Die jetzige Brücke über das Markarfljót wurde dem Verkehr übergeben. Sie löste eine Brücke von 1933 ab und verkürzt die jetzt asphaltierte Straße zwischen Hvolsvöllur und Vík í Mýrdal.
- 1993: Die Brücke über das Kúðafljót wurde errichtet und verkürzt die Strecke zwischen Vík í Mýrdal und Kirkjubæjarklaustur um einiges.
- 1994: Die jetzige Brücke über die Jökulsá á Brú wurde errichtet und ersetzt die alte an einer kurvenreichen Strecke.
- 1994–1995: Die Asphaltierungsarbeiten an den letzten Teilstücken zwischen Reykjavík und Akureyri wurden abgeschlossen.
- 1996: Ein großer Gletscherlauf auf dem Skeiðarársandur nahm die Brücke über die Sandgígjukvísl mit, beschädigte die Skeiðarárbrú und einen Großteil der Strecke über den Skeiðarársandur.
- 1996–1998: Der Hvalfjarðargöng wurde gebaut und 1998 eröffnet und erspart den Weg um den Hvalfjörður. Das ist der erste Tunnel der Ringstraße und gleichfalls der erste unterseeische Tunnel Island.
- 1998: Die neue Brücke über die Sandgígjukvísl wurde nach dem großen Gletscherlauf 1996 in Betrieb genommen.
- 1999–2000: Die letzten Teilstücke zwischen Vík í Mýrdal und Höfn í Hornafirði wurden asphaltiert.
- 2000: Die Straße in der Nähe von Grímsstaðir wurde neu trassiert und verkürzt die Ringstraße.
- 2000: Die Ringstraße wurde jetzt über die neue Háreksstaðaleið geführt, anstelle über die Möðrudalsleið. Damit wurde eine Ganzjahresverbindung zwischen Norðurland und Austurland möglich.
- 2003: Die jetzige Brücke über die Þjórsá wurde errichtet und löste die von 1949/1950 ab. Die Straße verkürzte sich ein wenig.
- 2004–2005: Der Almannaskarðsgöng wurde gegraben, 2005 eröffnet und ersetzte den mit 16,5 % steilsten Teil der Ringstraße über den Almannaskarð.
- 2004–2008: Der Vesturlandsvegur von Reykjavík nach Mosfellsbær wurde von zwei auf vier Fahrstreifen verbreitert und die Straßenkreuzungen ausgebaut.
- 2005: Die neue Straße über die Svína-Lava und eine kreuzungsfreie Anbindung der Straße 39 (Þrengslavegur) wurden eingeweiht.
- 2007: Die neue Straße im Norðurárdalur (östlich von Varmahlíð) wurde in Betrieb genommen und ersetzte vier einspurige Brücken.
- 2007–2008: Die Straße bei Arnórsstaðamúli wurde erneuert und asphaltiert. Damit ist die gesamte Strecke zwischen Akureyri und Egilsstaðir asphaltiert.
- 2008: Die Straße und Brücke innen im Hrútafjörður wurden gebaut. Eine einstreifige und die alte Brücke über die Hrútafjarðará bei Brú í Hrútafjörður.
- 2008: Die Straße bei Stafholtstungur und Norðurárdalur (Borgarfjörður) wurde eingeweiht. Davor war diese Strecke eine der gefährlichsten der Ringstraße.
- 2010–2011: Die Straße bei Sandskeið wurde von zwei auf vier Fahrstreifen verbreitert.
- 2011: Die Brücke über die Múlakvísl wurde bei einem Gletscherlauf zerstört und innerhalb 100 Stunden durch eine Behelfsbrücke ersetzt.
- 2013–2015: Die Straße über die Hellisheiði wurde auf drei Fahrstreifen verbreitert.
- 2014: Die neue Brücke über die Múlakvísl ersetzte die beim Gletscherlauf 2011 zerstörte.
- 2013–2018: Der Vaðlaheiðargöng wird gegraben. Er ersetzt die Strecke über den Víkurskarð.
- 2016–2017: Die neue Brücke über die Morsá wird gebaut und ersetzt die Skeiðarárbrú, die meist trocken steht und gewartet werden muss.
- 2017: Ein Teil des Norðfjarðarvegurs und der ganze Suðurfjarðavegur wurden mit der Eröffnung der Norðfjarðargöng der Ringstraße zugeschlagen, während das bisherige, noch nicht vollständig asphaltierte Teilstück über die Breiðdalsheiði zum Skriðdals- og Breiðdalsvegur mit der Nummer 95 wurde.
- 2016–2019: Die Straße innen im Berufjörður wird erneuert und asphaltiert. Seither ist es möglich, rund um das Land auf asphaltierten Straßen zu fahren.
- 2019: Der Tunnel Vaðlaheiðargöng wird eröffnet und ersetzt den Pass Víkurskarð

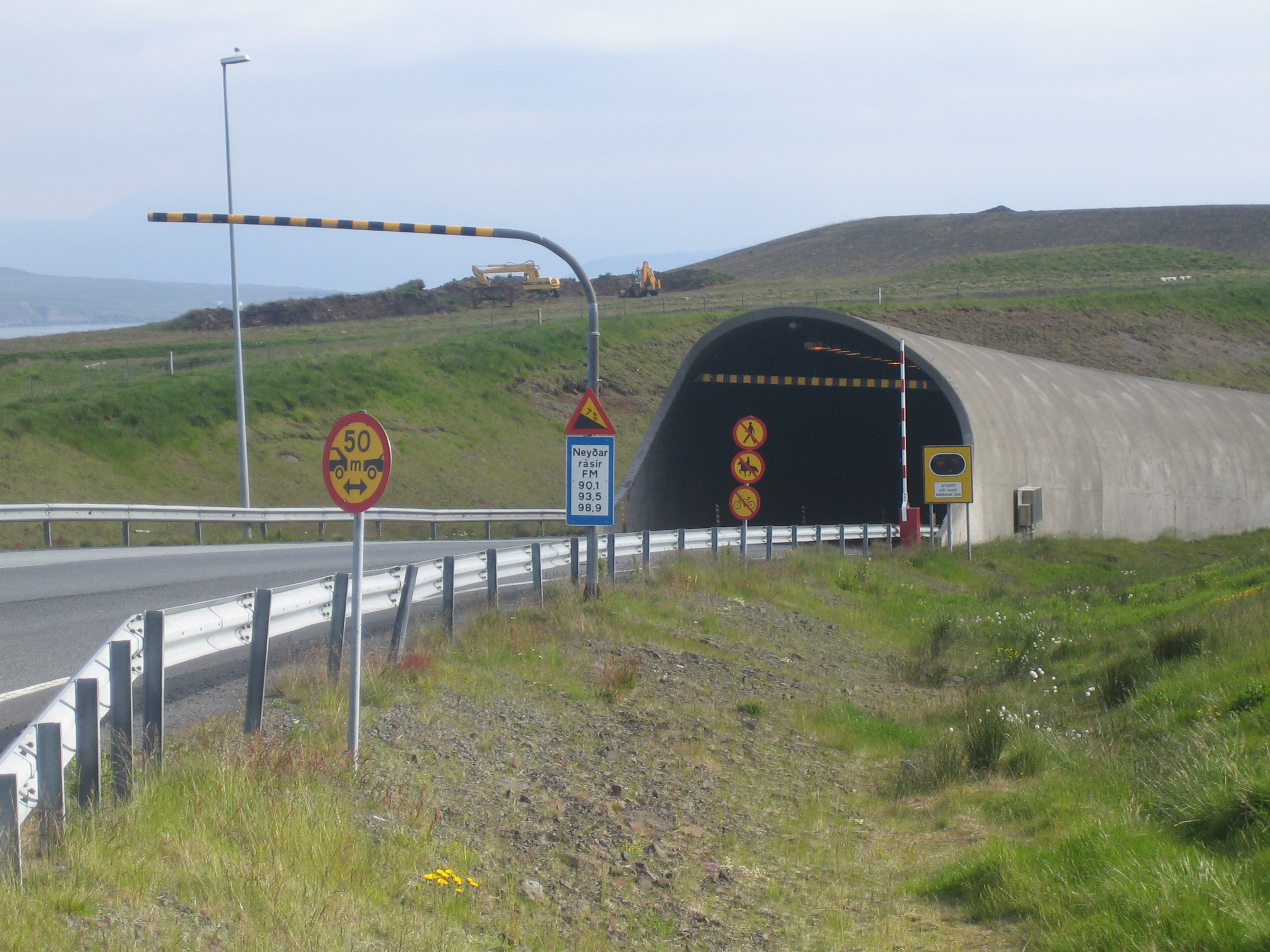
Hvalfjarðargöng (Tunnel)
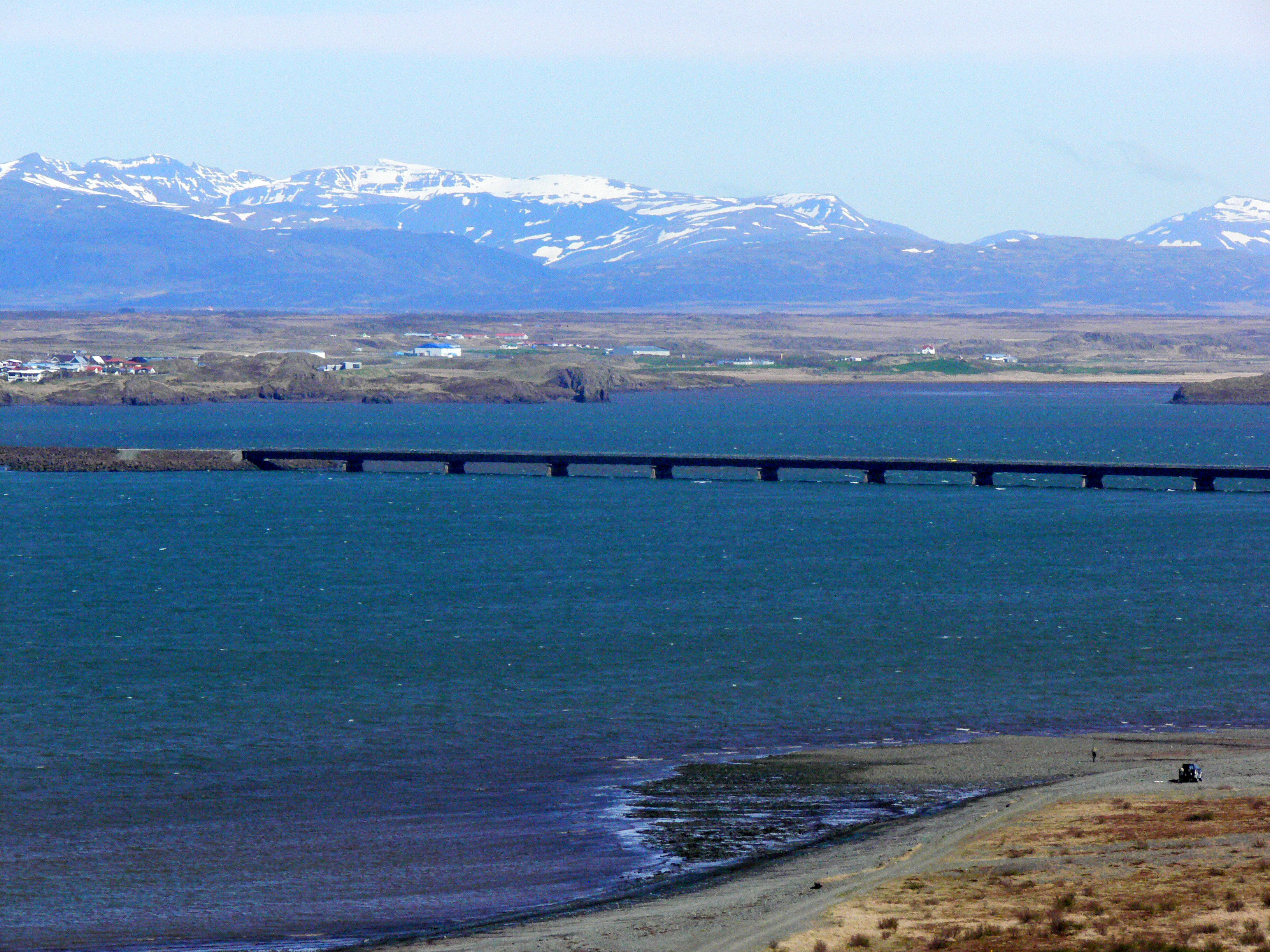
Brücke über den Borgarfjörður
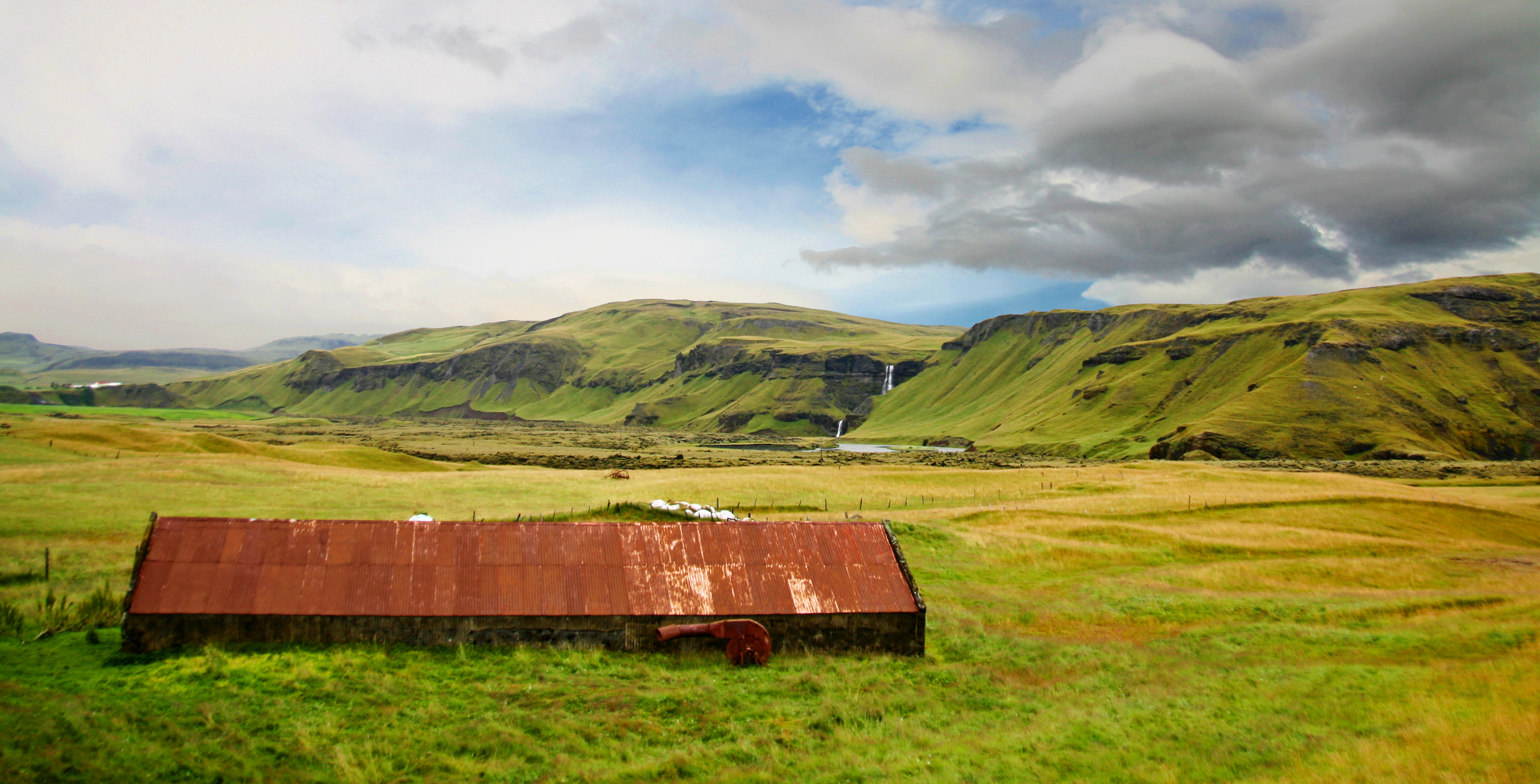
Stall bei Kirkjubæjarklaustur
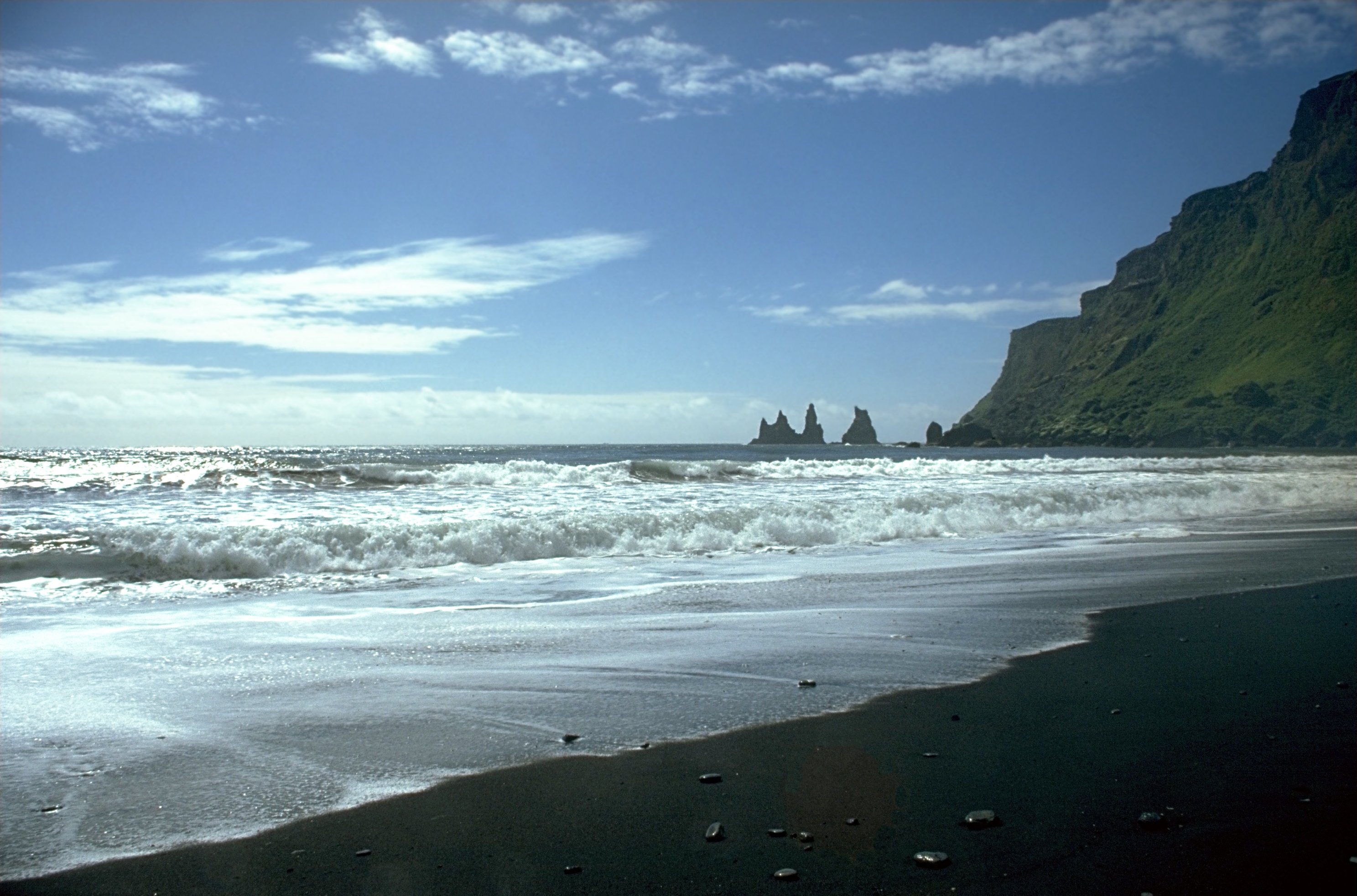
Strand von Vík
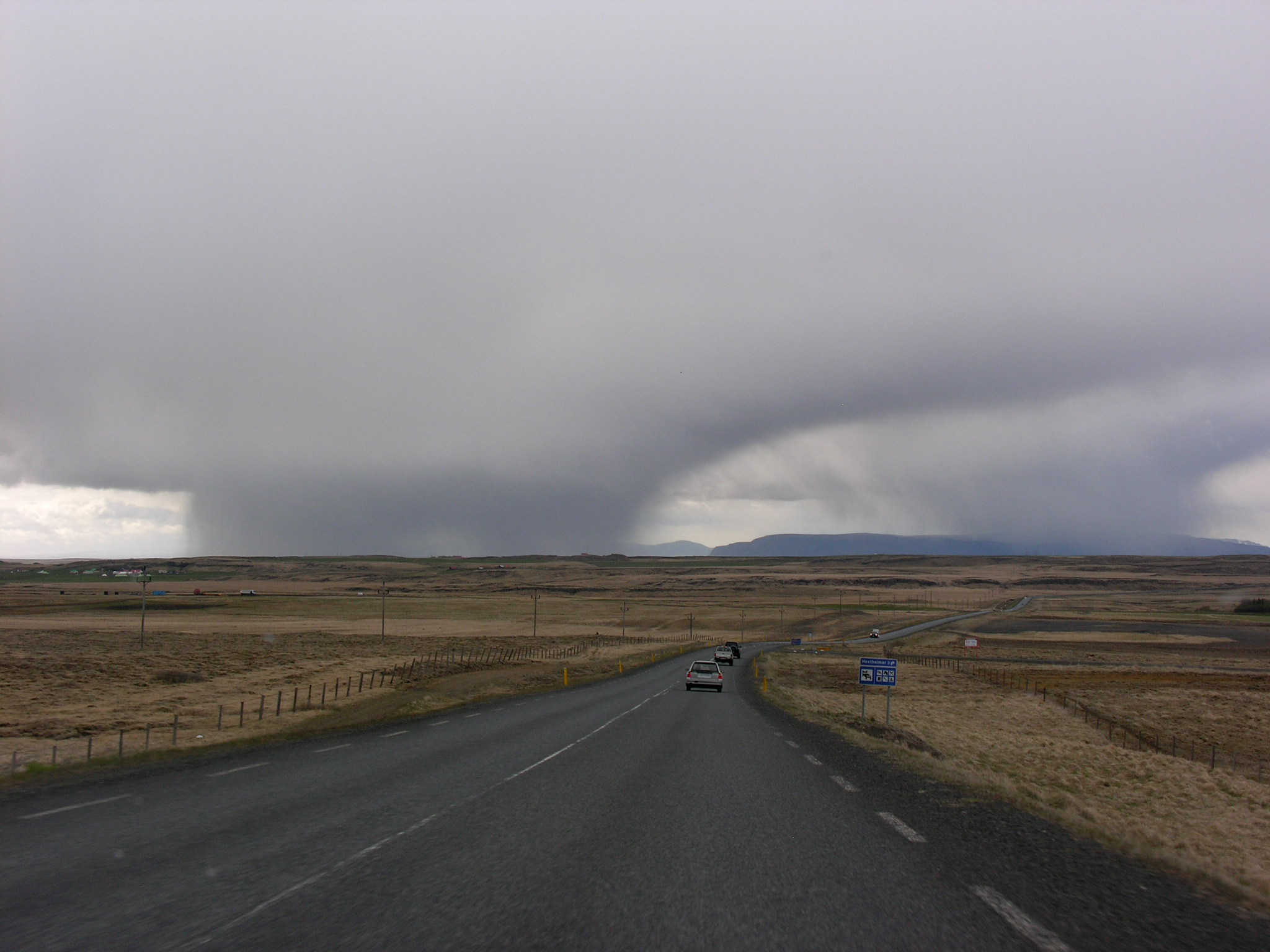
Zwischen Selfoss und Hella in Südisland
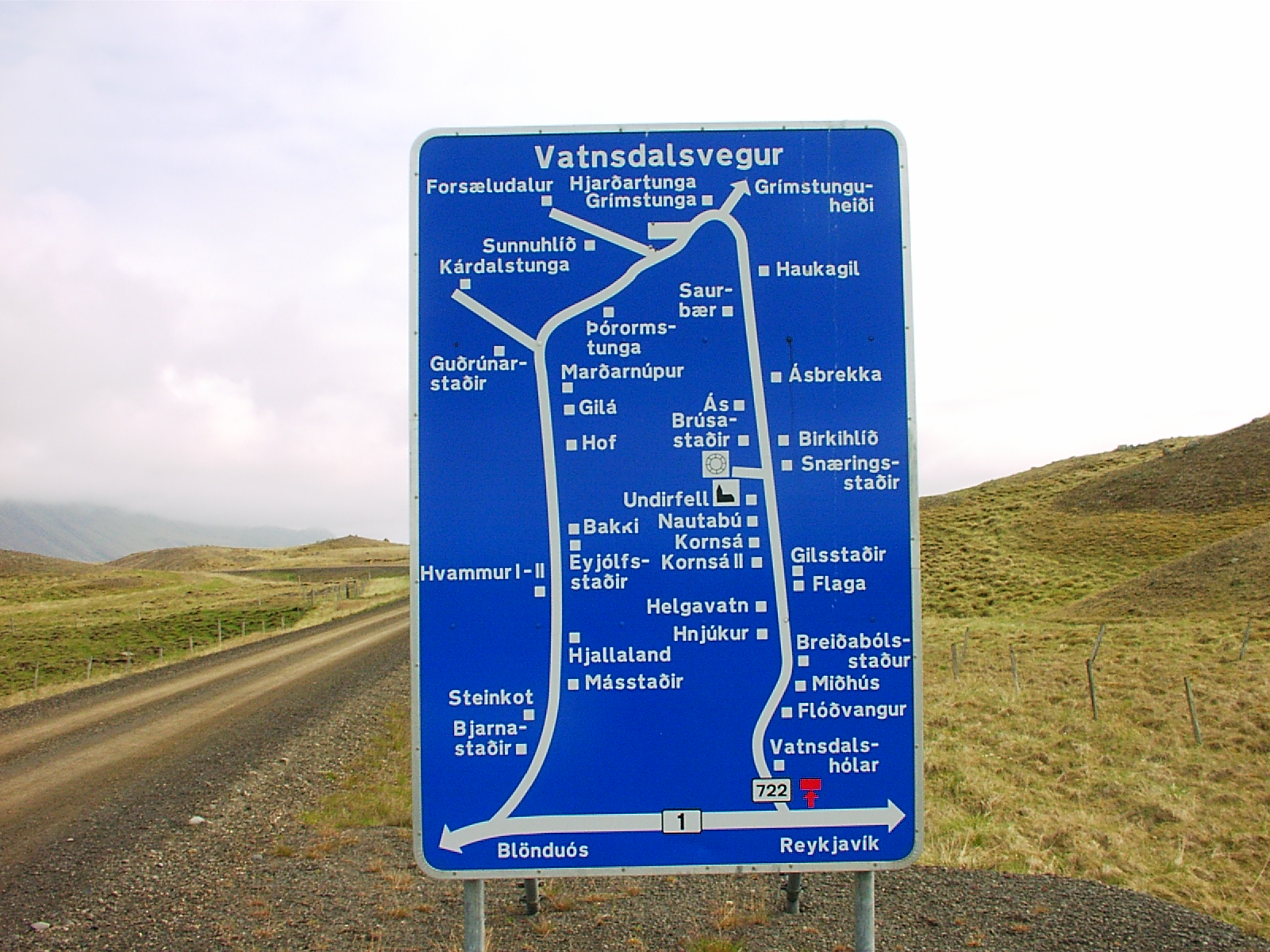
Bei den Vatnsdalshólar im Bezirk Austur-Húnavatnssýsla: Anzeigetafel einer Nebenstraße mit Namen der Bauernhöfe, die am Weg liegen
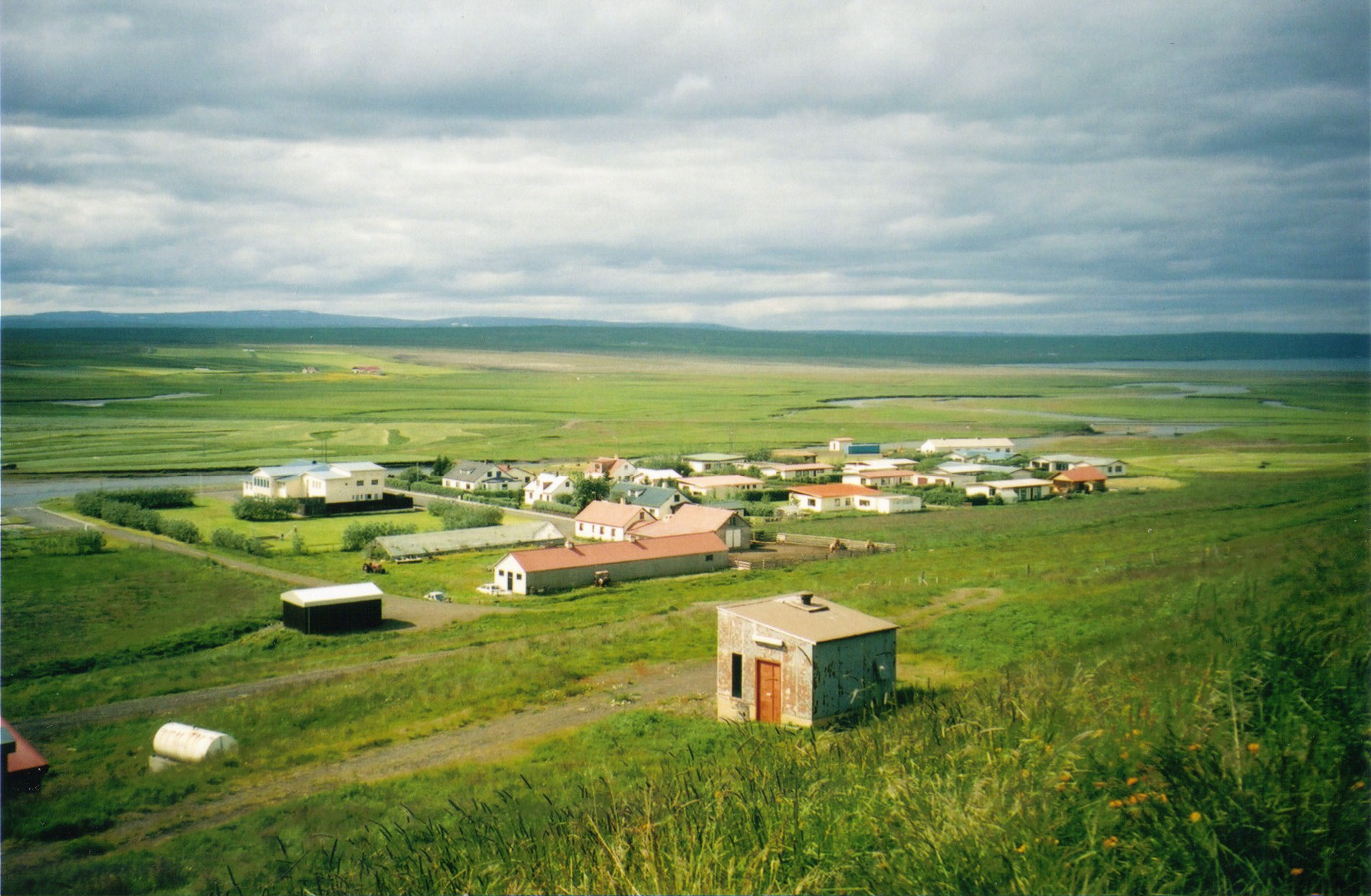
Laugarbakki und Miðfjörður
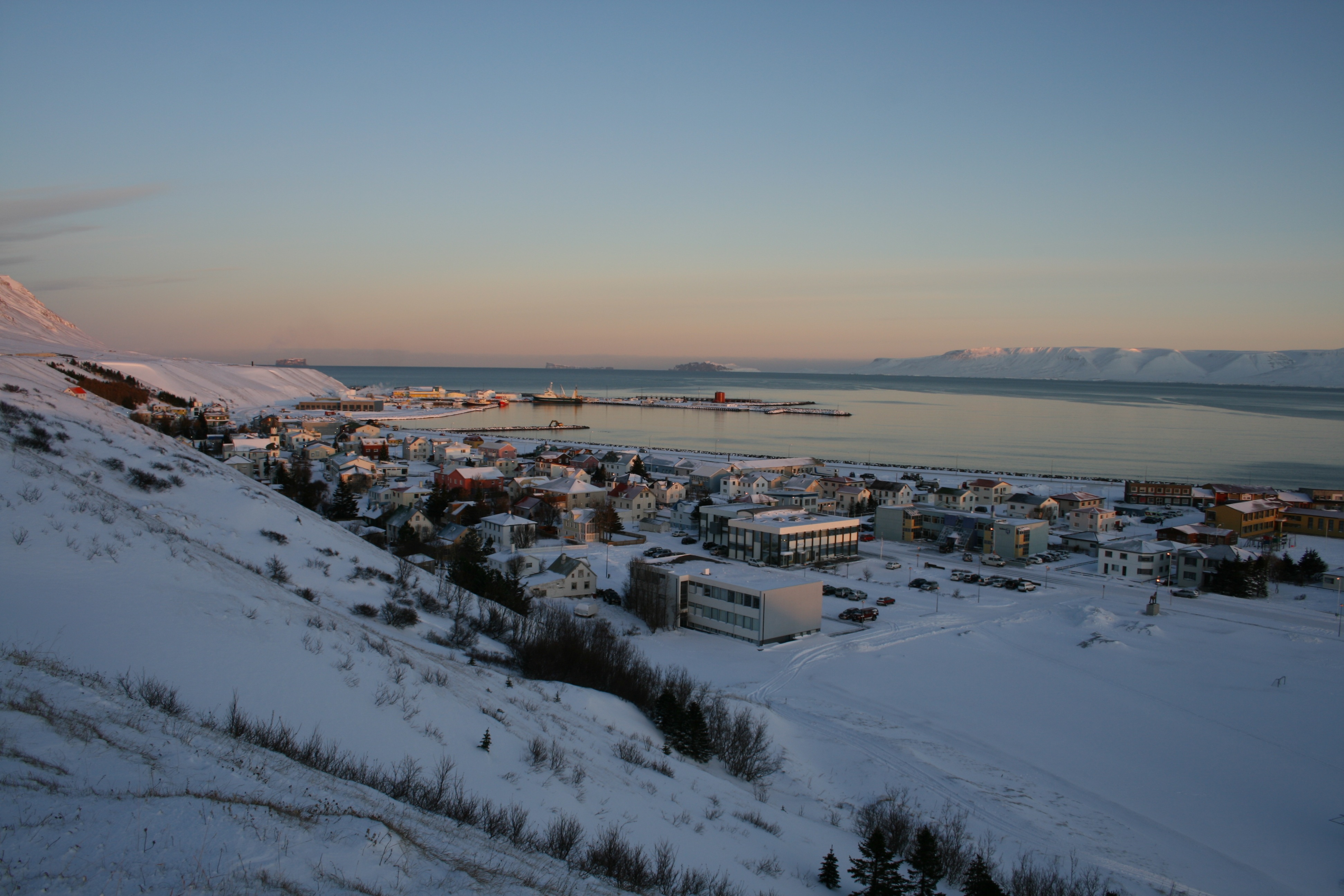
Sauðárkrókur
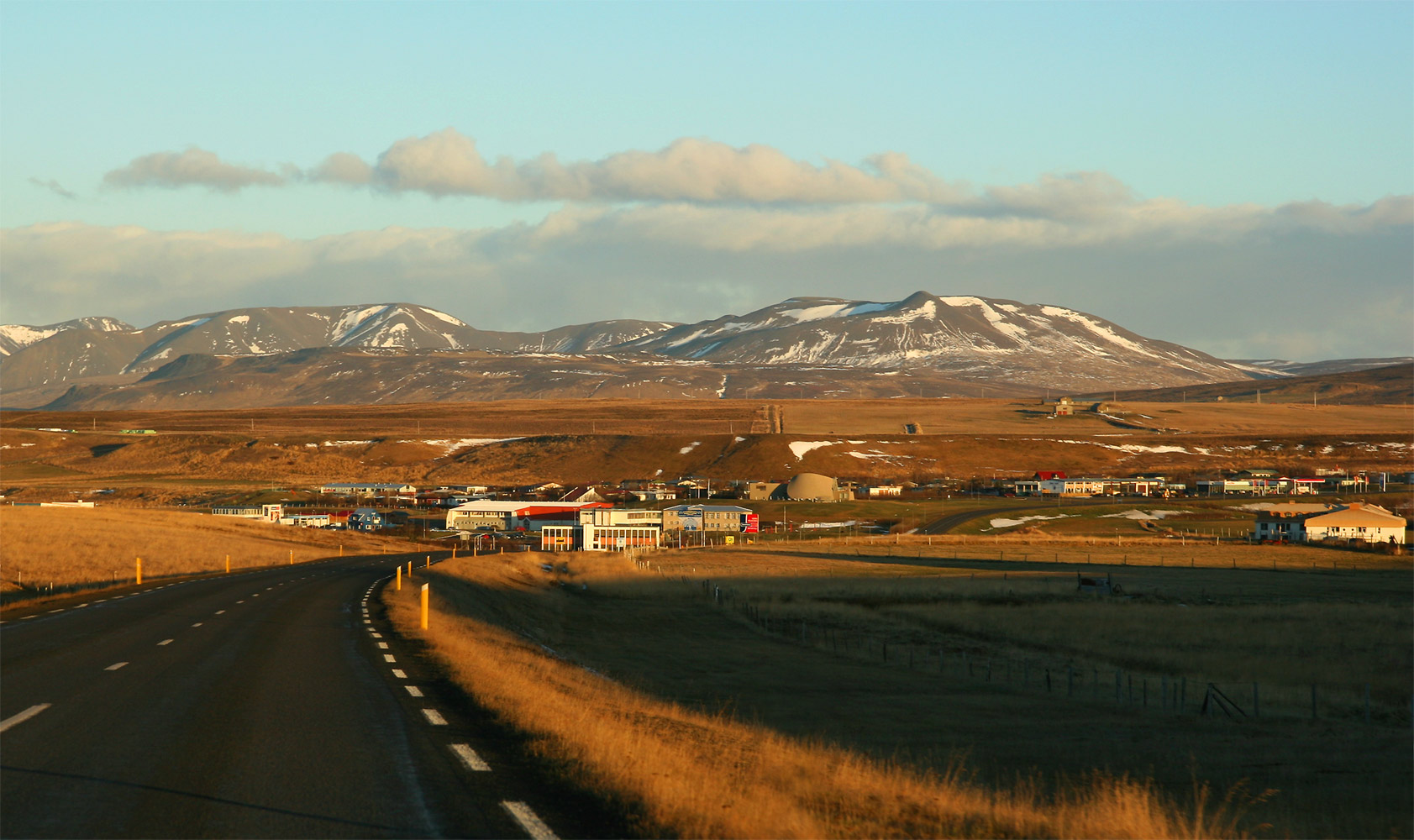
Blönduós mit den Hörfell und Árbakkafjall im Hintergrund
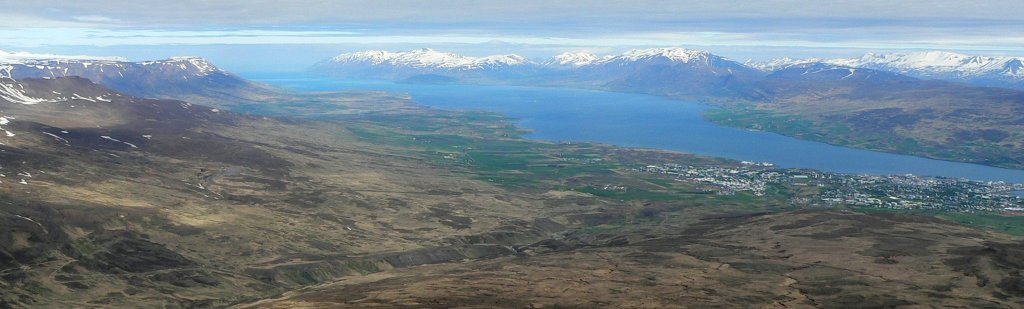
Eyjafjörður, rechts Akureyri
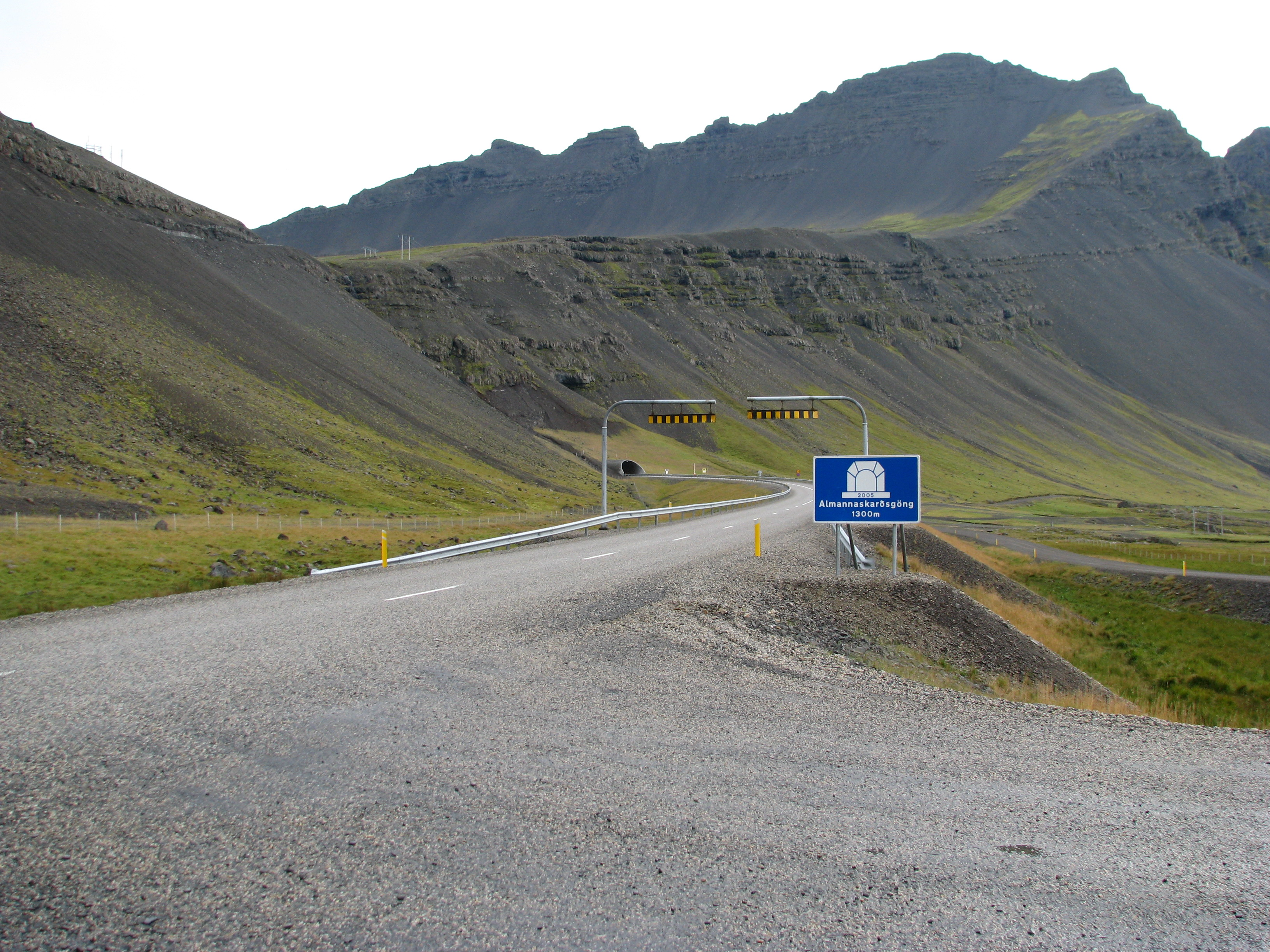
Almannaskarðsgöng (Tunnel)
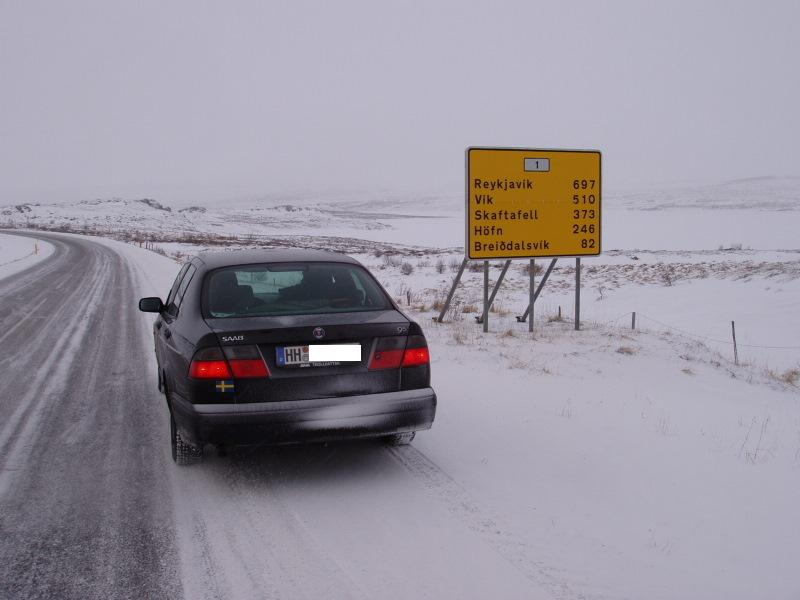
Entfernungstafel bei Egilsstaðir
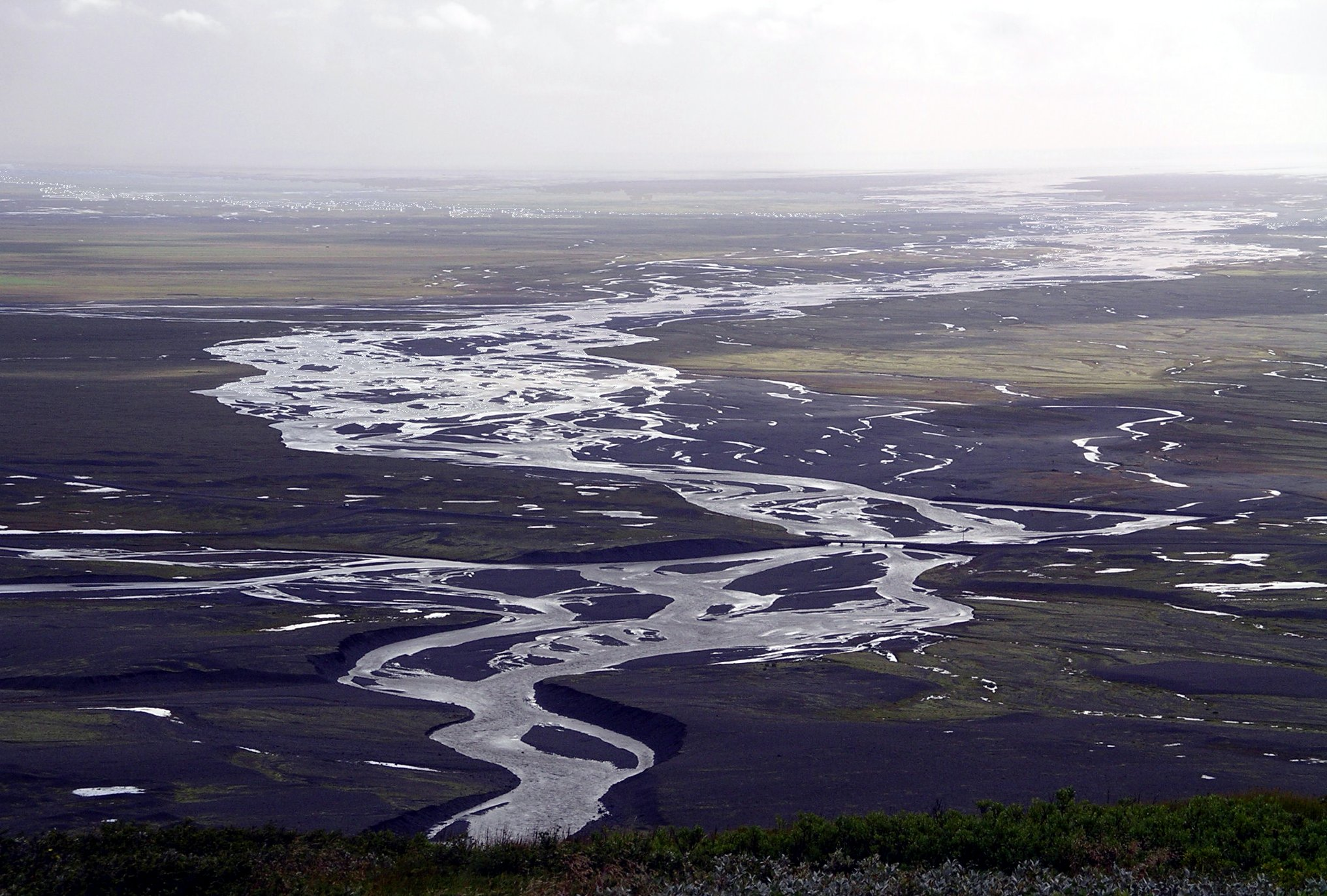
Skeidarásandur mit Brücke im Vordergrund

## Bedeutung
Der Hringvegur ist die wichtigste Verkehrsader Islands. Er erfreut sich bei Touristen in Island ungebrochener Beliebtheit, liegen doch zahlreiche Sehenswürdigkeiten in seiner Nähe.
In den letzten Jahren haben sich seiner auch Künstler angenommen und ihn zum Thema von Filmen und Romanen gemacht, etwa des Films Hringurinn von Friðrik Þór Friðriksson (1984) und des Romans Hjartastaður (Herzort) von Steinunn Sigurðardóttir (1995).